# 142857 (número)
142.857 é um número cíclico.

## Permutações circulares
Ao multiplicá-lo por 2, 3, 4, 5, ou 6 você terá uma permutação cíclica do número, como a seguir:
1 x 142 857 = 142 857
2 x 142 857 = 285 714
3 x 142 857 = 428 571
4 x 142 857 = 571 428
5 x 142 857 = 714 285
6 x 142 857 = 857 142
7 × 142 857 = 999.999
Ao continuar multiplicando, os resultados serão alguma coisa parecida com 142.857 ou 999.999. Assim:
- 8 × 142 857 = 1.142.856 (Adicione o primeiro dígito ao último e os últimos seis dígitos serão 142 857.)
- 42 × 142 857 = 5.999.994 (Adicione o primeiro dígito ao último, e os últimos seis dígitos serão 999.999.)
- 142 857 × 142 857 = 20.408.122.449 (Adicione os primeiros cinco dígitos aos seis últimos e os últimos seis dígitos serão 142.857.)

Ao dividir por 2 ou por 5, você obtém uma permutação cíclica com uma casa decimal:
142.857 ÷ 2 = 71.428,5
142.857 ÷ 5 = 28.571,4
Ao elevar ao quadrado os três últimos dígitos e subtrair do quadrado dos três primeiros dígitos, você também obtém uma permutação cíclica do número.
{\displaystyle 857^{2}=734449\,}
{\displaystyle 142^{2}=20164\,}
{\displaystyle 734449-20164=714285\,}
É a parte que se repete na dízima periódica do número racional 1/7 = 0 . 142857 142857 14…
Os múltiplos de 1/7 são simplesmente as cópias dos múltiplos correspondentes de 142857:
1/7 = 0 . 142857 142857 142857 14…
2/7 = 0 . 285714 285714 285714 28…
3/7 = 0 . 428571 428571 428571 42…
4/7 = 0 . 571428 571428 571428 57…
5/7 = 0 . 714285 714285 714285 71…
6/7 = 0 . 857142 857142 857142 85…
326451 é uma sequência de fatores que podem ser utilizados para obter um "giro" dos números, como em uma roleta:

Círculo representativo da propriedade

142857 x 3 = 428571
142857 x 2 = 285714
142857 x 6 = 857142
142857 x 4 = 571428
142857 x 5 = 714285
142857 x 1 = 142857
E aqui, uma "escada":
10 = 3 + (7 x 1)
100 = 2 + (7 x 14)
1000 = 6 + (7 x 142)
10000 = 4 + (7 x 1428)
100000 = 5 + (7 x 14285)
1000000 = 1 + (7 x 142857)